# Dehlitz-Rückmarsdorfer Endmoräne
Die Dehlitz-Rückmarsdorfer Endmoräne ist ein etwa 30 Kilometer langer, schwach ausgebildeter Höhenzug im Südosten Sachsen-Anhalts und im Nordwesten Sachsens, der sich mit Erhebungen um 130 m Seehöhe von der flacheren Umgebung abhebt.
Die Endmoräne entstand durch Ablagerung von durch das Inlandeis in der Saale-Eiszeit transportiertem Sand und Steinmaterial während einer längeren Stillstandszeit der Eisgrenze.
Sie beginnt bei Dehlitz, einem Ortsteil von Lützen, in der Nähe der Mündung der Rippach in die Saale und verläuft zunächst nach Osten, etwa der Autobahn 38 folgend. An der Landesgrenze zu Sachsen biegt sie nach Nordosten ab und bildet einen großen Bogen durch die westlichen Leipziger Stadtteile und endet bei Rückmarsdorf. Eine Fortsetzung findet sie in der Breitenfelder Endmoräne, die in West-Ost-Richtung von Schkeuditz bis Mutschlena verfolgt werden kann.
Im Stadtgebiet von Leipzig gehören unter anderem folgende Hügel zur Dehlitz-Rückmarsdorfer Endmoräne: der Bienitz, der Sandberg und der Wachberg in Rückmarsdorf, letzterer mit 134 Metern der höchste der Hügel auf Leipziger Gebiet, der Kirschberg in Grünau und die Kuppe bei Großzschocher.